# Lemnalia grandispina
Lemnalia grandispina is een zachte koraalsoort uit de familie Nephtheidae. De koraalsoort komt uit het geslacht Lemnalia. Lemnalia grandispina werd in 1933 voor het eerst wetenschappelijk beschreven door Roxas. 